# アニメドキュメント ミュンヘンへの道
『アニメドキュメント ミュンヘンへの道』（アニメドキュメント ミュンヘンへのみち）は、1972年4月23日から8月20日、および特別編として同年9月24日に不二家の時間（TBS）で放送されたドキュメンタリーとアニメーションを一体化させた番組である。

## 概要
番組はバレーボール日本代表が、ミュンヘンオリンピック（1972年8月開幕）へ向けて取り組む様をチーム全体、あるいは選手個々のエピソードを交えて取り上げたもので、エピソード部分はアニメーション、また練習の模様などは実写映像を使って放送された。
アニメ部分の監督を務めた吉川惣司は、日本代表監督の松平康隆がチームの知名度向上を目指して広告代理店経由でTBSに企画を持ち込んだもので、実写番組では視聴率を見込めないことから「アニメと組み合わせるしかない」という判断になったと証言している。放送前の記事では、アマチュア選手を出演させると選手規定に抵触することから、アニメーションに実写を挿入する方式を採ったと紹介されている。
原作は小泉志津男の『嵐と太陽』（日本文化出版）および松平康隆の『負けてたまるか!』（柴田書店）。
松平康隆役の声優は小林昭二が担当した。毎回、猫田勝敏、南将之、森田淳悟、横田忠義、大古誠司ら、チーム全員12人を主役としてストーリーを編み、当時の日本バレーボール界をリードした選手が実名で登場している。
1971年にタツノコプロ制作、日本テレビで放映した『アニメンタリー 決断』に次ぐ「アニメによるドキュメンタリー作品」であるが、『決断』が太平洋戦争を題材にした歴史ものだったのに対し、『ミュンヘンへの道』はオリンピックに関連した同時進行ドキュメントであった。日本代表チームが本当に金メダルを取れるのかという視聴者の興味を盛り上げながら、オリンピック前哨戦の試合と連動させることで、メディアミックスともいえる演出効果が見込まれた。通常放送の最終回は、オリンピックでのバレーボール競技が開始される1週間前で、オリンピックでの優勝決定後の9月24日に、優勝を記念する形で総集編的な「特別編」を放映している。
1994年4月22日に放送されたドキュメンタリー『驚きももの木20世紀』（朝日放送制作・テレビ朝日系列）で、ミュンヘンオリンピックにおけるバレーボール日本代表を取り上げた時、本作映像を使用した。
当時の実写フィルム映像は、のちに2013年3月にNHK BS1、2014年3月にNHK総合テレビジョンで放送された「ヒーローたちの名勝負・ミュンヘンの軌跡 男子バレー金メダル」で一部紹介されている。

## 声の出演
- 小林昭二
- 兼本新吾
- 納谷六朗
- 島田彰
- 江角英明
- 峰恵研
- 青野武
- 平井道子
- 仲村秀生
- 柴田秀勝
- 森功至
- 富田耕生
- 村越伊知郎、他
- 石原良 - ナレーション

## スタッフ
- 監修：日本バレーボール協会
- プロデューサー：吉沢京夫
- 脚本：松岡清治、辻真先、伊東恒久、竹内泰之、吉原幸栄 他
- 「負けてたまるか!」(柴田書店刊)、「嵐と太陽」(日本文化出版刊)より
- 音楽：渡辺岳夫
- 作画監修：矢沢則夫（J・A・B）
- 作画監督：谷口守泰、金沢比呂司 他
- 美術ディレクター：千葉秀雄
- 撮影：有吉英敏（ドキュメント部分）、吉田享司（アニメーション部分）
- 編集：相原義彰
- 音響ディレクター：山田悦司
- 効果：片岡陽三
- 選曲：宮下滋
- 音響制作：E&Mプランニングセンター
- 制作主任：岩田憲司
- 進行：渡辺清也
- 演出助手：腰繁男、他
- アニメーション演出：吉川惣司
- 絵コンテ：出﨑哲
- 録音：東京テレビセンター
- 現像：東洋現像所
- 資料：月刊バレーボール編集部
- 連載：少女コミック、小学館学習雑誌
- 監督：大隅正秋
- 制作：TBS、日本テレビ動画

## 主題歌
主題歌 - 「ミュンヘンへの道」（ビクターレコード、KV-542）
作詞 - 阿久悠 / 作曲 - 渡辺岳夫 /  編曲 - 葵まさひこ / 歌 - ハニー・ナイツ
挿入歌 - 「燃える青春」
作詞 - 阿久悠 / 作曲 - 渡辺岳夫 /  編曲 - 葵まさひこ / 歌 - ハニー・ナイツ

## 各話リスト
| 話数     | サブタイトル                     | 放送日         | ミュンヘンオリンピックまで |
| -------- | -------------------------------- | -------------- | -------------------------- |
| 1        | 栄光のスタート(島岡健次選手の巻) | 1972年 4月23日 | 125日                      |
| 2        | 涙のBクイック(木村憲治の巻)      | 4月30日        | 118日                      |
| 3        | 名コーチ誕生(池田尚弘コーチの巻) | 5月7日         | 111日                      |
| 4        | 松平サーカス(斎藤勝トレーナー)   | 5月14日        | 104日                      |
| 5        | よみがえったエース               | 5月21日        | 97日                       |
| 6        | 負けてたまるか                   | 5月28日        | 90日                       |
| 7        | 嵐を呼ぶスパイカー               | 6月4日         | 83日                       |
| 8        | 誓いのドライブサーブ             | 6月11日        | 76日                       |
| 9        | 動く要塞砲                       | 6月18日        | 69日                       |
| 10       | やさしい巨人                     | 6月25日        | 62日                       |
| 11       | 男涙のVサイン                    | 7月2日         | 55日                       |
| 12       | コートの魔術師                   | 7月9日         | 48日                       |
| 13       | やったぜ母さん!                  | 7月16日        | 41日                       |
| 14       | 見せろ!男の心意気                | 7月30日        | 27日                       |
| 15       | 黄金の秘密兵器                   | 8月6日         | 20日                       |
| 16       | 小さな戦士の詩                   | 8月13日        | 13日                       |
| 17       | 金メダルへの挑戦                 | 8月20日        | 6日                        |
| 18(特番) | 涙の金メダル                     | 9月24日        | -                          |

1972年7月23日はプロ野球オールスターゲーム中継のため、放映休止。

## 放送局
- TBS（当時：東京放送）：日曜 19:30 - 20:00
- 北海道放送：日曜 19:30 - 20:00[4]
- 青森テレビ：日曜 19:30 - 20:00[5]
- 岩手放送：日曜 19:30 - 20:00[5]
- 秋田放送：火曜 18:00 - 18:30[6]
- 山形放送：火曜 18:00 - 18:30[6]
- 東北放送：日曜 19:30 - 20:00[5]
- 福島テレビ：日曜 19:30 - 20:00[5]
- 新潟放送：日曜 19:30 - 20:00[7]
- 信越放送：日曜 19:30 - 20:00[8]
- テレビ山梨：日曜 19:30 - 20:00[9]
- 静岡放送：日曜 19:30 - 20:00[10]
- 富山テレビ：日曜 11:30 - 12:00[7]
- 北陸放送：日曜 19:30 - 20:00[7]
- 福井放送：火曜 18:00 - 18:30[7]
- 中部日本放送：日曜 19:30 - 20:00[11]
- 朝日放送：日曜 19:30 - 20:00[12]
- 山陰放送：日曜 19:30 - 20:00[13][注釈 1]
- 日本海テレビ：火曜 18:00 - 18:30[13][注釈 1]
- 山陽放送：日曜 19:30 - 20:00[10]
- 中国放送：日曜 19:30 - 20:00[10]
- 四国放送：火曜 18:00 - 18:30[14]
- 南海放送：火曜 18:00 - 18:30[15]
- テレビ高知：日曜 19:30 - 20:00[16]
- RKB毎日放送：日曜 19:30 - 20:00[17]
- 長崎放送：日曜 19:30 - 20:00[17]
- 熊本放送：日曜 19:30 - 20:00[17]
- 大分放送：日曜 19:30 - 20:00[15]
- 宮崎放送：日曜 19:30 - 20:00[18]
- 南日本放送：日曜 19:30 - 20:00[18]
- 琉球放送：日曜 19:30 - 20:00[19]

## 漫画
- 週刊少女コミック 1972年5月7日号（19号） - 8月13日号（33号）吉森みきを
- 小学一年生 1972年7月号 - 9月号 吉森みきを
- 小学二年生 1972年7月号 - 9月号 丹治道雄
- 小学三年生 1972年7月号 - 9月号 五十嵐幸吉
- 小学五年生 1972年7月号 - 9月号 江原伸
- 小学六年生 1972年7月号 - 9月号 上山ひろし